# Octoblepharum tatei
Octoblepharum tatei är en bladmossart som beskrevs av Edwin Bunting Bartram 1960. Octoblepharum tatei ingår i släktet Octoblepharum och familjen Dicranaceae. Inga underarter finns listade i Catalogue of Life.